# 파푸아 지방

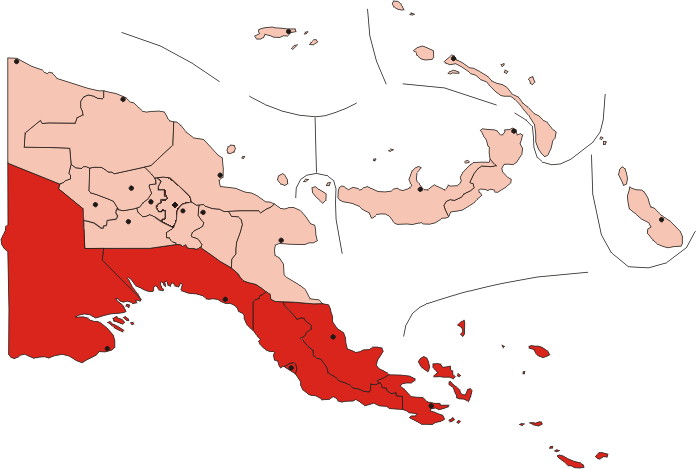
파푸아 지방의 위치

파푸아 지방(Papua Region)은 파푸아뉴기니를 구성하는 4개의 지방 가운데 하나로 파푸아뉴기니 남부에 위치한다. 중심 도시는 파푸아뉴기니의 수도인 포트모르즈비이며 면적은 202,542km2, 인구는 852,408명(2000년 기준)이다. 파푸아뉴기니를 구성하는 주 가운데 6개 주(중앙 주, 걸프 주, 밀른베이 주, 오로 주, 서부 주, 수도권)가 이 지방에 속한다.

## 같이 보기
- 파푸아뉴기니의 주